# Maleise dwergooruil
De Maleise dwergooruil (Otus sagittatus) is een vogelsoort uit de familie van de Strigidae (uilen).

## Verspreiding en leefgebied
Deze soort komt voor in zuidelijk Myanmar, zuidelijk Thailand en Maleisië.

## Status
De grootte van de populatie wordt geschat op 2500-10.000 volwassen vogels. Op de Rode lijst van de IUCN heeft deze soort de status kwetsbaar.